# Ирански календар
Ирански календар (перс. سالنمای هجری خورشیدی), познат и као Персијски или Џалалов календар, соларни календар је који се данас користи у Ирану и Авганистану. Почиње сваке године на прољећну равнодневицу прецизно одређену астрономским осматрањима из Техерана (око 52,5° ИГД, по којем је одређено и Иранско стандардно вријеме) и Кабула, што га чини прецизнијим од грегоријанског календара, али је и теже одредити када ће бити неки одређени датум.
Календар је увео селџучки султан Џалал ел Дин Малик шах I 15. марта 1079, на основу препорука комитета астронома, међу којима је био и Омар Хајам, при царској опсерваторији у пријестоници Исфахан. Календар је поседовао најпрецизније израчунату соларну годину тог доба, а прорачуни мјесеца су почивали на проласку Сунца кроз зодијак, чиме су интегрисане идеје из Сурије сидханта (Индија 4. вијек н. е.). Од 1258. су укључене неке идеје из Кинеско-ујгурског календара. Календар је био у употреби осам вијекова у непромјењеном стању, док није ревидиран 1925. повељом иранског Меџлиса како би имао правилније дужине мјесеци.